# Diamantinatapaculo

Verbreitungsgebiet des Diamantinatapaculos (grün)

Der Diamantinatapaculo (Scytalopus diamantinensis) zählt innerhalb der Familie der Bürzelstelzer (Rhinocryptidae) zur Gattung Scytalopus.
Die Art ist endemisch in Brasilien in der Chapada Diamantina, einem Gebirgsplateau im Bundesstaat Bahia, und wurde im Jahre 2007 als neue Art beschrieben.
Das Verbreitungsgebiet umfasst dichte Waldflächen („campo rupestre“) zwischen 850 und 1600 m Höhe.
Das Artepitheton bezieht sich auf das Verbreitungsgebiet Chapada Diamantina.

## Merkmale
Der Vogel ist 10 bis 11 cm groß und wiegt etwa 15 g. Das Gefieder ist mausgrau mit gelb- oder rotbraunen deutlich schwärzlich gebänderten Flanken, der Schwanz ist ziemlich kurz.
Das Männchen ist auf der Oberseite dunkelgrau mit etwas Braun und schwarzer Bänderung an Rumpf und Schwanzdecken. Das Kinn ist hellgrau, Kehle und Brust sind etwas dunkler. Die Flanken sind braun bis zimtfarben und schwärzlich gebändert, ebenso die Unterschwanzdecken. Die Iris ist sehr dunkelbraun, der Schnabel schwarz mit einigen braunen Flecken. Die Füße sind braun. Das Weibchen hat auf der Oberseite mehr Braun. Die Art ist vom Gefieder her vom Planalto-Tapaculo (Scytalopus pachecoi) nicht zu unterscheiden, auch der Felstapaculo (Scytalopus petrophilus) ist sehr ähnlich. Der unterschiedliche Gesang ist das beste Unterscheidungsmerkmal.
Die Art ist monotypisch.

## Stimme
Der Gesang wird als  oft über länger als eine Minute anhaltende schnelle Wiederholung eines einfachen Tones oder rasche Lautfolge beschrieben gegen Ende schneller werdend.

## Lebensweise
Über die Nahrung ist nichts Genaues bekannt. Die Brutzeit liegt um den Januar herum, das Nest ist eine Schale aus Gras von 15 cm Durchmesser und 3 cm Tiefe. Die Nestlinge werden von beiden Altvögeln versorgt.

## Gefährdungssituation
Der Bestand gilt  als stark gefährdet (endangered).